# ごくらくや佛檀店
ごくらくや佛檀店（ごくらくやぶつだんてん）は、1867年（慶応3年）に創業、兵庫県加古川市に本店を置く仏壇・仏具の製造販売店。仏壇・仏具、寺院荘厳具、寺院仏具の販売。

## 沿革
- 1867年 - ごくらくや佛檀店創業[1]
- 1974年 - 日本仏具製造株式会社設立
- 1975年 - 本社工場設立
- 1976年 - 本社展示場開設
- 1981年 - 加古川金箔細工事業部設立
- 1982年 - 加古川駅前サンライズビル店開設
- 1989年 - 会長の大西一平が鶴林寺大佛師称号の栄誉
- 1991年 - シャディー贈答品事業部設立
- 1993年 - 兵庫県指定伝統的工芸品第一次指定の指定工場[2]。
- 2005年 - ごくらくや佛檀店から有限会社ごくらくや佛檀店に社名変更。有限会社JOY SHARE CORPORATION設立。カピル21店開設
- 2006年 - カピル21店、ギャラリーメモリア加古川開設
- 2007年 - 日本仏具製造株式会社から株式会社ごくらくやに社名変更（資本金1,000万円）[3]
- 2011年 - 楽天市場出店
- 2012年 - 仏壇公正取引協議会会員[4]

## 放送CMについて
- 兵庫県加古川市に本社があるBAN-BANネットワークス株式会社が運営するケーブルテレビ局「BAN-BANテレビ（ばんばんテレビ）」「BAN-BANラジオ」で、スパイシー八木が歌うCMソングは[5]仏壇屋としては異色。

## 関係する人物
- 大西賞典（地域防災研究所・所長） - 防災研究家・防災伝道師・防災アドバイザー。 加古川市にあるBAN-BANテレビ（BAN-BANネットワークス株式会社）が運営するケーブルテレビ局内のコミュニティFM局）「BAN-BANラジオ」の番組枠『ZIMOENTA』で2008年（平成20年）より「防災ショットバー」のメインパーソナリティー「マスター役」として活躍。